# Cindy Serrano
Cindy Serrano est une boxeuse américaine née le 8 mai 1982. Elle est la sœur d'Amanda Serrano.

## Biographie
Reconnue avec sa sœur Amanda comme les sœurs Williams de la boxe anglaise en référence à Venus et Serena Williams, Cindy Serrano est l'aînée d'une fratrie qui rentre dans l’histoire après le titre de championne du monde WBO en poids plumes de Cindy en décembre 2016, faisant d'elles les premières sœurs détenir une ceinture de championne du monde de la même fédération dans des catégories différentes en même temps.
En octobre 2018, Cindy Serrano dispute à Katie Taylor ses ceintures de championne du monde IBF et WBA à Boston et s'incline nettement aux points en perdant tous les rounds sur les cartes des juges.